# 毛口蘚
毛口蘚（学名：Trichostomum brachydontium）为錦蘚科毛口蘚屬下的一个种。